# あにP
『あにP-アニメプロデューサーズ』（あにピー-アニメプロデューサーズ）は、TOKYO MXで2013年2月10日から3月31日まで放送していたアニメ系の情報番組。放送回数は8回。制作は電通。

## 概要
アニメ制作に関わるプロデューサーにスポットを当てた番組。
レポーターのサンキュータツオがアニメ制作会社に潜入して、各会社のプロデューサーにインタビューを行った。

## 出演
- サンキュータツオ - レポーター
- 入来茉里 - イメージナビゲーター
- 三ツ矢雄二・日髙のり子 - ナレーション

## ゲスト
1. ブシロード木谷高明、島村匡俊
2. アニプレックス、A-1 Pictures
3. avex entertainment
4. 東映アニメーション
5. キングレコード（スターチャイルド）
6. バンダイビジュアル
7. ユニバーサル・ミュージック
8. ポニーキャニオン

## スタッフ
- 企画 - 遠藤正樹
- 構成 - 鳥海鶏太
- ディレクター - 師岡靖成、浦嵜優、森島孝志
- プロデューサー - 斎藤朋之、古川慎、すずきやすし
- 制作協力 - OPUS+
- 制作・著作 - dentsu

## 放送局
| 放送地域 | 放送局   | 放送期間                | 放送日時           | 放送系列 | 備考 |
| -------- | -------- | ----------------------- | ------------------ | -------- | ---- |
| 東京都   | TOKYO MX | 2013年2月10日 - 3月31日 | 日曜 23:30 - 24:00 | 独立局   |      |